# 徳倉山
徳倉山（とくらやま）は静岡県沼津市と駿東郡清水町の境界にある標高256.0mの山である。

## 概要
静浦山地では北から三番目に位置し、通称沼津アルプスと呼ばれる山並みの一座でもある。山稜には登山道が走り登山客が訪れる。西には駿河湾があり、東から北方向にかけて狩野川が流れる。北麓には静岡県道144号下土狩徳倉沼津港線のトンネルが東西に貫く。トンネル付近には静岡県立沼津商業高等学校、沼津市立香貫小学校、沼津市立第三中学校が立地する。山の形が象によく似ていることから、付近の住民からは象山とも呼ばれて親しまれており、付近には象山の名前を冠した幼稚園も存在する。

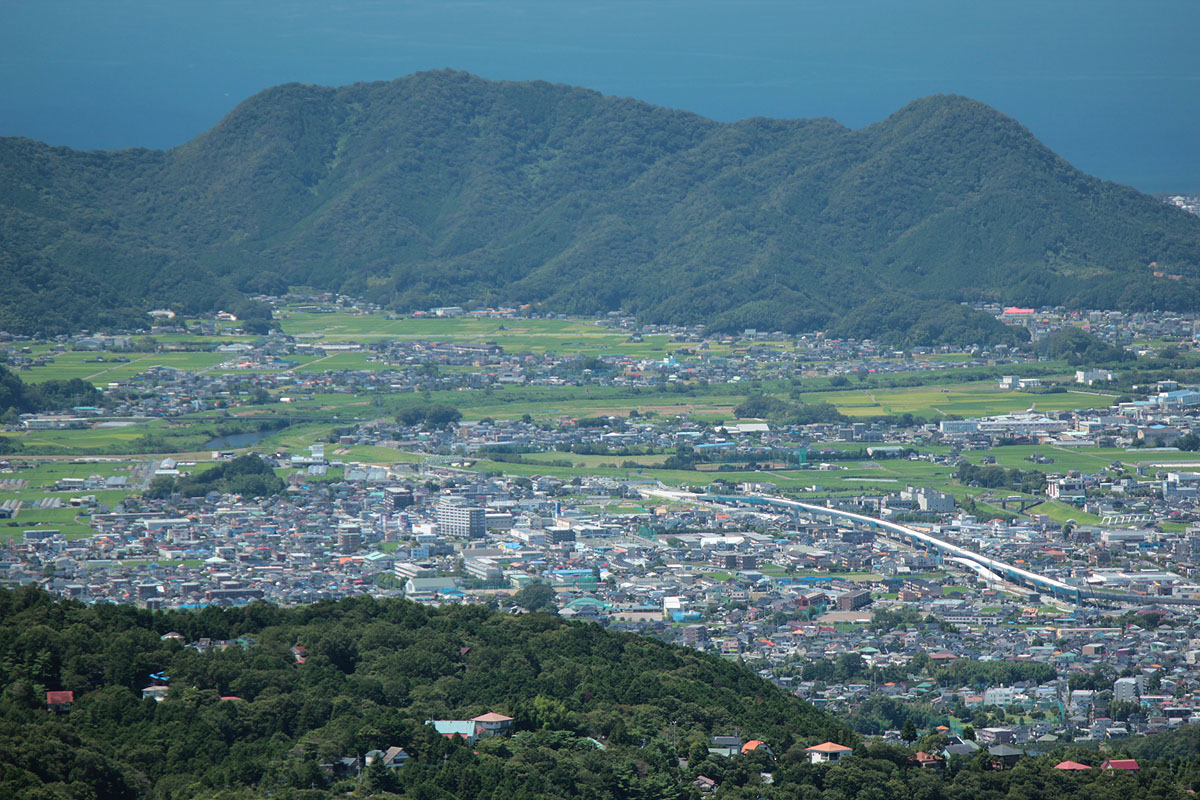
東から見た徳倉山